# Porkala fyr
Porkala fyr (fi Porkkala) står på grundet Kallbådan utanför Porkala udd i Kyrkslätt, Finland. (Namnet förväxlas ofta med kassunfyren Kalbådagrund (Sedan 2012 Kallbåda grund) ett stycke österom Helsingfors kassun).

## Byggandet
Den gamla fyren på Rönnskär 6,5 NM norrut hade länge ansetts stå för långt inomskärs, men byggnadstekniska begränsningar hade hittills varit ett hinder för att bygga den längre ut. I och med införandet av armerad betong ansåg man sig kunna möta utmaningarna på det låga skäret och byggandet påbörjades 1920. Liksom vid övriga liknande projekt hade man svåra motgångar; på våren förde stormvågor med sig allt ditfört material ut i havet, inkluderande en betongblandare. Senare på hösten var byggteamet isolerat från omvärlden i en vecka, då stormar förhindrade landstigning. Då provianten tog slut, lyckades Sjöfartsverkets lotsbåt skicka en tunna med livsmedel, genom att sjösätta den i lovart om grundet och låta den driva in. I december var bygget tillräckligt långt hunnet för att fyren skulle kunna tändas. Redan 1922 fick fyren en bättre lanterna då en gaslykta med fresnel-lins flyttades dit från Pohjoisrivi på Hogland då den fick en uppdaterad version.

## Konstruktion
Huset byggdes i fyra våningar. Den understa, källaren, byggdes borgliknande med svagt lutande väggar för att stå emot havets angrepp. I bottenvåningen fanns generatorer, bränsleförråd och en bastu. Från bottenvåningen ledde en catwalk ut till en lägre byggnad vid den lilla kajkanten, vilken inrymde den tryckluftdrivna mistlursmekanismen. Hamnen var någorlunda skyddad av ett lågt skär intill, men den var trång och grund, och vid kraftig sjögång eller nordlig vind mer eller mindre obrukbar. En och två trappor upp fanns personalens bostadskvarter och kök. Som mest bodde tre familjer kontinuerligt i fyren. Efter kriget hamnade fyren innanför Porkalaområdet, som arrenderades av Sovjetunionen, och då den återficks 1956, var bostadskvarteren i så dåligt skick, att de inte var beboeliga. Ganska snart elektrifierades och automatiserades fyren och mistluren togs ur bruk.